# Òmnium Cultural
Òmnium Cultural (ÒC) är en ideell organisation grundad 1961. Den ger stöd för utvecklingen av det katalanska språket och katalansk kultur, liksom för utbildning, den sociala samhörigheten och försvaret av Kataloniens nationella rättigheter.
Organisationen hade 2017 drygt 73 000 medlemmar, uppdelade i 40 olika regionavdelningar. Man har även via Fundació Ramon Llull koppling till Acció Cultural del País Valencià och Obra Cultural Balear, två liknande kulturpolitiska organisationer i Valenciaregionen respektive Balearerna.
På senare år har organisationen och dess medlemmar varit framträdande som organisatörer och deltagare i ett antal stora demonstrationer för katalanska rättigheter, inte minst på Kataloniens nationaldag. Detta har lett till konflikt med Spaniens intressen i regionen Katalonien. I samband med Folkomröstningen 2017 om Kataloniens självständighet och ledde ÒC:s ordförande Jordi Cuixart, tillsammans med ordföranden för den självständighetsverkande organisationen Assemblea Nacional Catalana Jordi Sànchez, gatuprotester mot Spaniens polisingripande. 16 oktober 2017 arresterades både Cuixart och Sànchez av Guardia Civil, åtalade för uppvigling. Samtidigt inkallades Josep Lluís Trapero, överpolischef för Mossos d'Esquadra, till förhör och fråntogs sitt spanska pass. Även han ses som delaktig i det katalanska motståndet mot spansk rättsskipning.

## Ordförande
- Fèlix Millet (1961–1968)
- Pau Riera (1968–1978)
- Joan Vallvé (1978–1984)
- Joan Carreras (1984–1986)
- Josep Millàs (1986–2002)[3]
- Jordi Porta (2002–2010)
- Muriel Casals (2010–2015)
- Quim Torra (2015)
- Jordi Cuixart (2015–idag)